# Strombolská erupce

Popis: 1. oblak popela, 2. struska, 3. spad popela, 4. lávová fontána, 5. sopečná bomba, 6. lávový proud, 7. vrstvy lávy a popela, 8. stratum, 9. dajka, 10. přívod magmatu, 11. magmatický krb, 12. sill

Strombolská erupce je typ relativně slabé explozivní sopečné erupce, představující jeden z nejlépe zdokumentovaných typů.

## Etymologie
Typ erupce byl pojmenován podle známého italského vulkánu Stromboli, který je nepřetržitě činný již 2 400 let a proto ho starověcí Římané přezdívali „maják Středozemního moře“. V letech 1888–1890 pozoroval italský vulkanolog Giuseppe Mercalli u vulkánů Stromboli a Vulcano rozdílné typy erupcí. Oba druhy dostaly podle místa erupce také svůj název, které se používají i v Indexu vulkanické aktivity.

## Charakteristika
Jsou charakteristické krátkodobými, rytmicky se opakujícími výbuchy expandujících plynů, chrlící do svého nejbližšího okolí malé kusy částečně utuhnuté lávy. Interval mezi samotnými pulzy může být v řádu vteřin nebo minut. Každý takový výbuch, doprovázený hlasitým zvukem, je způsobený prasknutím kapsy sopečných plynů, která k povrchu stoupá sopouchem a zároveň s sebou vytlačuje magma. Síla expandujících plynů během odplynění magma fragmentuje na menší kusy, které jsou výtrysky chrleny maximálně do výšky několik set metrů. Během svého letu částečně zchladnou, utuhnou a jako sopečná struska se hromadí v okolí sopečného kráteru. Jednotlivý výbuch může na zemský povrch dopravit 1–10 tun materiálu. Kromě strusky jsou schopné taktéž produkovat malá oblaka sopečného popela (nepřekračující výšku 1 km) a vystřelovat sopečné bomby. Pro strombolské erupce jsou běžná málo viskózní magmata čedičového a čedičoandezitového složení. Typicky se vyskytují u sypaných kuželů a stratovulkánů na konvergentním rozhraní tektonických desek (subdukční zóny). Eruptivní epizoda může bez přestávky trvat hodiny nebo i dny. Může ji rovněž doprovázet lávová fontána. Konec epizody bývá někdy zakončován produkcí lávových proudů. Celkový objem vyvrženin strombolských erupcí bývá malý.
Strombolské erupce jsou turisticky vyhledávané, zejména pro noční pozorování.

## Galerie

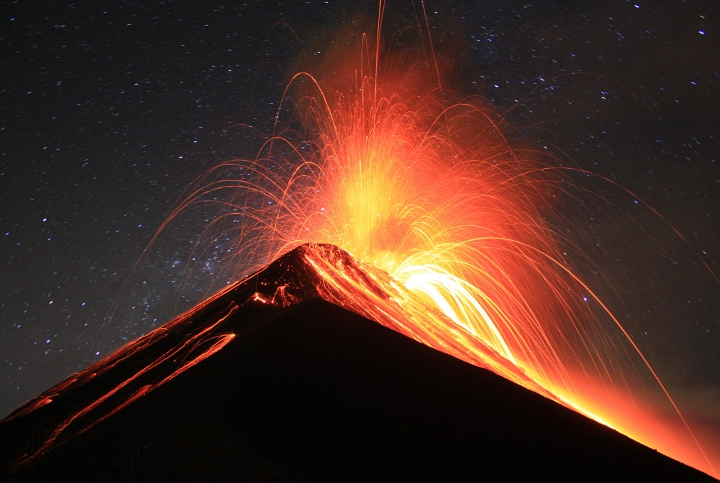
Fuego
Stromboli
Stromboli
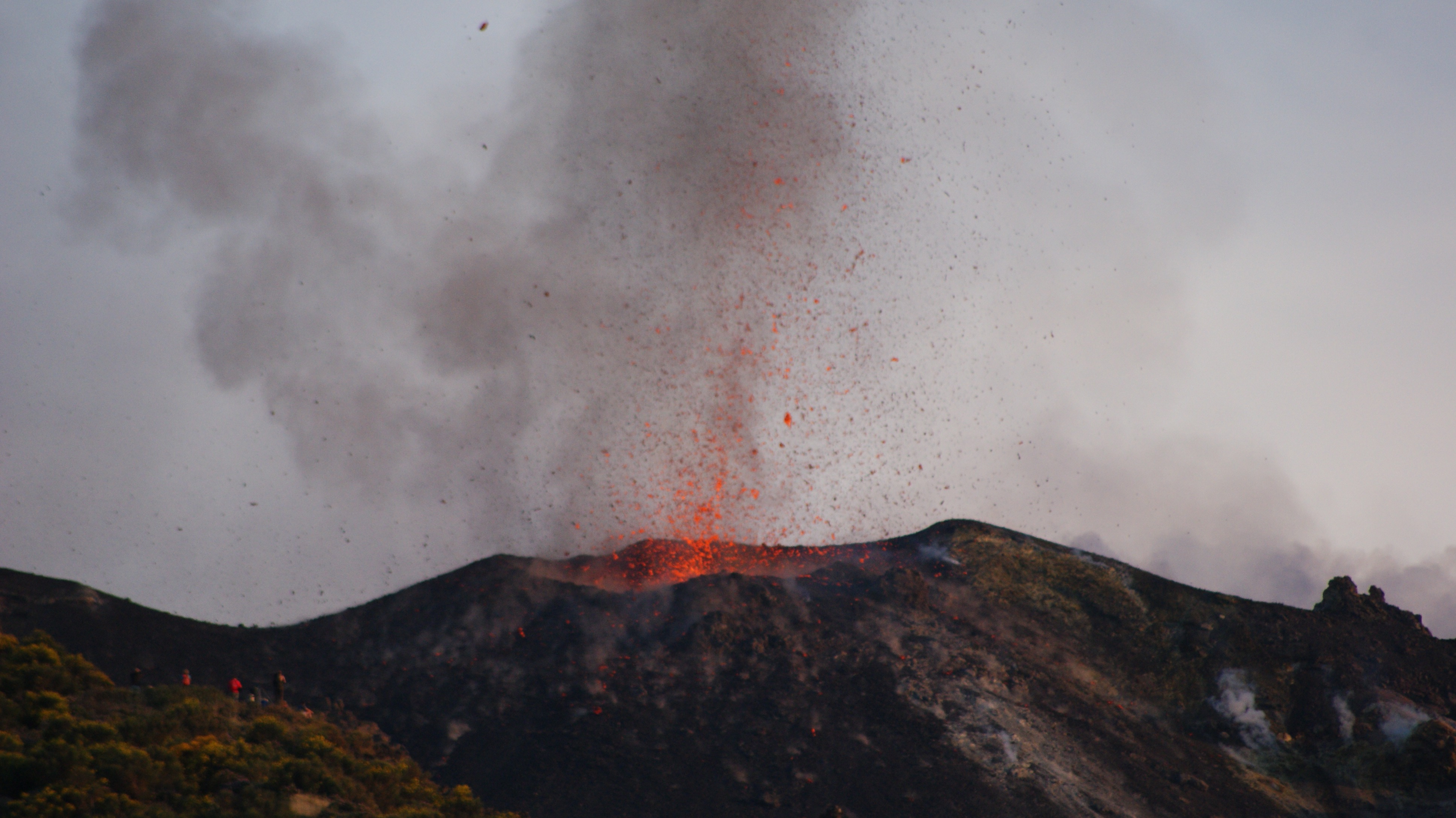
Stromboli
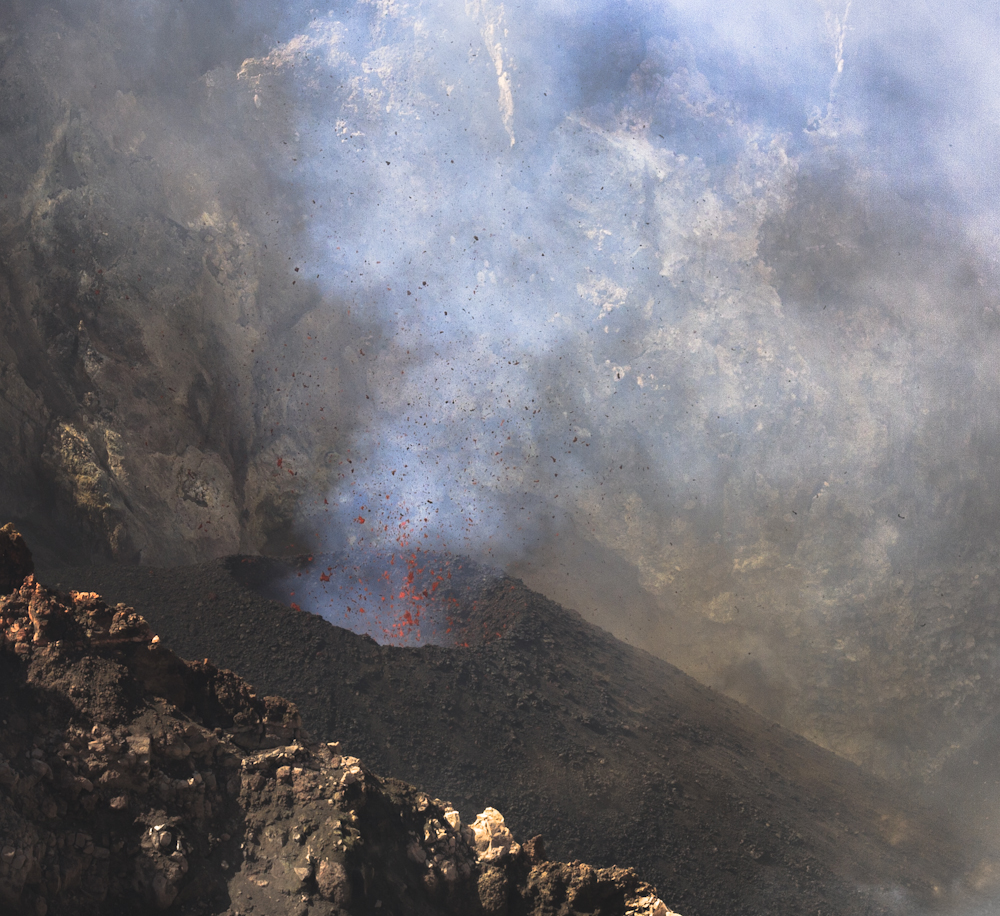
Etna
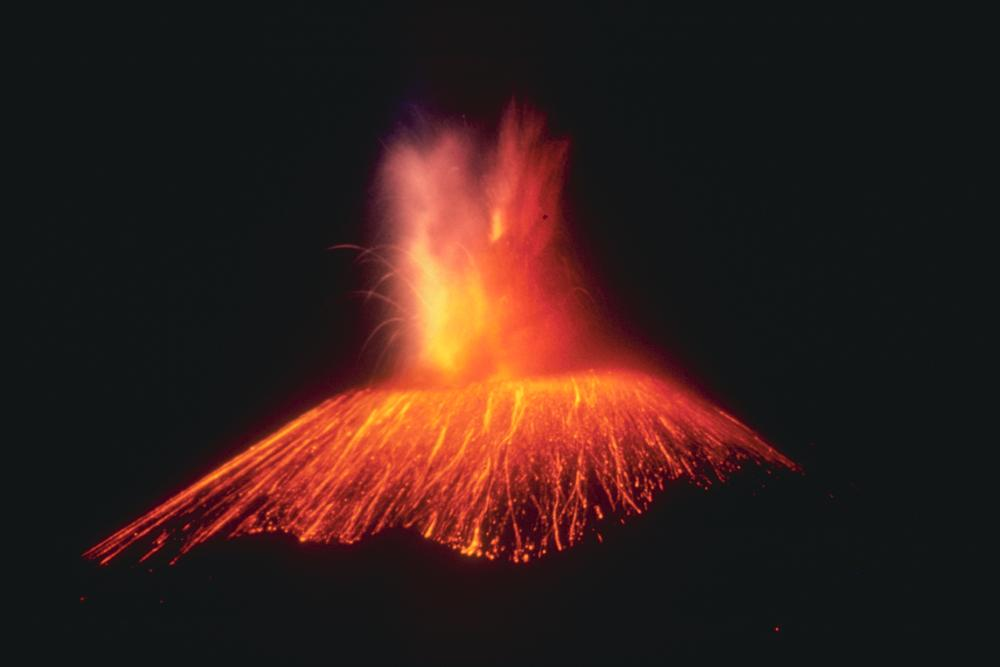
Paricutín (1943)